# Хёнсанган
Хёнсанга́н (кор. 형산강?, 兄山江?) — река в Корее. Протекает по территории провинции Кёнсан-Пукто.
Исток реки находится под горой Пэкун (высотой 901 м).
Хёнсанган течёт по юго-восточной части провинции Кёнсан-Пукто на юго-востоке Южной Кореи, протекает через Кёнджу и Пхохан и впадает в залив Йонильман Японского моря.
Длина реки составляет 62,1 км, на территории её бассейна (1166,80 км²) проживает 374.937 человек (2005). Основными породами в бассейне реки являются гранит формации Пульгукса, осадочные породы и формации Хаян и Ючхон.
Крупнейшими притоками реки являются Тэ (площадь бассейна 160,40 км²) и Киге (площадь бассейна 199,20 км²). Расход воды составляет 18,3 м³/с (Пхохан). Крупнейшим озером на реке является Помунхо, объёмом в 983,4 тыс. м³, крупнейшим водохранилищем — Токтон, объёмом в 32,7 млн м³ (построено в 1986 году).
Среднегодовая норма осадков в районе реки составляет около 1120 мм в год (Пхохан).
В верховьях река протекает через лесистые горы, после чего течёт по аллювиальной равнине. Большая часть равнины используется для сельского хозяйства, в низовьях сосредоточена промышленность. На 2012 год 69,1 % бассейна реки занимает природная растительность, 12,3 % — рисовые поля, 6,0 % — прочие сельскохозяйственные земли, 6,2 % застроено.
У эстуария реки расположена крупная промышленная зона, включающая в себя сталелитейные предприятия (компания POSCO является одним из крупнейших производителей стали в мире), заводы по производству электроники, химическая промышленность и прочие. Река, как и её притоки, сильно загрязнена ртутью. Уровень многих тяжёлых металлов (Hg, As, Cd, Cr, Cu, Ni, Pb, Zn) превышает норму.
Кроме того, речные осадки загрязнены галогенированными ароматическими соединениями — полихлорированными дифенилами (до 170 нг/г), полихлорированными дибензодиоксинами (до 1,2 нг/г), полихлорированными дибензофуранами (до 0,63 нг/г) и полициклическими ароматическими углеводородами (ПАУ, до 7700 нг/г). Согласно исследованию 2006 года, содержание полихлорированных дифенилов и ПАУ превысило нормы соответственно в 4-7 и 2-3 раза. Считается, что источником многих подобных соединений являются термические процессы при производстве стали и железа. В начале XXI века было принято решение соединить порт с рекой каналом, чтобы улучшить качество воды в нём.